# Gnatostomats (equinoderms)
Els gnatostomats (Gnathostomata) són un antic superordre d'equinoderms equinoïdeus, avui en desús car s'ha comprovat que es un grup parafilètic, on s'incloïen els familiars dòlars de sorra, ara classificats al superordre Neognathostomata.
Els Gnathostomata són de forma irregular, però al contrari que altres eriçons de mar irregulars, tenen una llanterna alimentadora. Estan adaptats a fer forats en fons marins tous.